# Histoire d'un amour (film)
Pour les articles homonymes, voir Histoire d'un amour.
Histoire d'un amour (Back Street) est un film américain réalisé par David Miller en 1961.

## Synopsis
Paul Saxon, riche héritier d'une chaîne de magasins, rencontre Rae Smith à son retour de guerre. Attendant un avion pour New York, ils passent une journée ensemble et tombent mutuellement amoureux. Rae rate l'avion, et découvre par la suite que Paul est marié. Rae décide de tenter sa chance à New York et trouve du travail auprès du fameux styliste Dalian. Elle rencontre Paul par hasard et ils se rendent compte qu'ils sont encore amoureux l'un de l'autre. Ne voulant pas devenir sa maîtresse cachée, Rae décide alors de fuir et de poursuivre sa carrière à Rome.

## Fiche technique
- Titre : Histoire d'un amour
- Titre original : Back Street
- Réalisation : David Miller
- Production : Ross Hunter pour Universal Pictures
- Scénario : Eleanore Griffin et William Ludwig d'après le roman de Fannie Hurst
- Musique : Frank Skinner
- Directeur de la photographie : Stanley Cortez
- Directeur artistique : Alexander Golitzen
- Costumes : Jean Louis
- Montage : Milton Carruth
- Format : Eastmancolor
- Sortie: 1961 (États-Unis)
- Durée: 107 minutes
- Genre: Mélodrame

## Distribution
- Susan Hayward (VF : Nicole Vervil) : Rae Smith
- John Gavin (VF : Roland Ménard) : Paul Saxon
- Vera Miles (VF : Jacqueline Ferrière) : Liz Saxon
- Charles Drake (VF : Raymond Loyer) : Curt Stanton
- Virginia Grey : Janey nee Smith
- Reginald Gardiner (VF : Yves Brainville) : Dalian
- Tammy Marihugh : Caroline
- Robert Eyer (pt) : Paul Saxon Jr.
- Natalie Schafer : Mme Evans
- Doreen McLean : Mlle Hatfield
- Alex Gerry : M. Venner
- Karen Norris : Mme Penworth
- Hayden Rorke : Charley Claypole
- Mary Lawrence : Marge Claypole
- Joseph Cronin : un employé de l'aéroport
- Eugene Borden : le détective
- Jeanne Manet : la secrétaire à Paris

## Autour du film
- Histoire d'un amour est le remake d’un film de John M. Stahl, Back Street (1932), avec Irene Dunne dans le rôle de Susan Hayward.